# X-неэффективность
X-неэффективность — различие между эффективным поведением фирм, предполагаемым неоклассической теорией, и их поведением, наблюдаемым в реальности. Разница между фактическими издержками и средними совокупными издержками. Термин появился в 1966 году после выхода статьи Харви Лейбенстайна.

## История создания
В 1966 году выходит статья Харви Лейбенстайна «Аллокативная эффективность в сравнении с „X-эффективностью“», в которой впервые была представлена новая концепция эффективности функционирования фирмы.

## Определение
Х-неэффективность — это разница между фактическими издержками при любом объёме производства и средних совокупных издержек (АТС). На рисунке «X-неэффективность в условиях совершенной и несовершенной конкуренции» Х-неэффективность отмечается при совершенной конкуренции. Фирма увеличивает производство до точки пересечения предельных и средних издержек, до минимума АТС в точке {\displaystyle A}. Когда фактические издержки превышают минимальные АТС на величину {\displaystyle AB}, то при производстве {\displaystyle Q_{c}} возникает Х-неэффективность, что может повлечь выход с рынка данной фирмы. На монополизированном рынке объём производства сокращается с {\displaystyle Q_{c}} до {\displaystyle Q_{m}} и Х-неэффективность (отрезок {\displaystyle CD}) заметно увеличивается.
Эмпирические исследования свидетельствуют о том, что большое количество фирм не производят продукцию в объеме, минимизирующем средние издержки. Частично это может объясняться воздействием условий несовершенной конкуренции. Та часть отклонения, которая не может быть объяснена неоклассической теорией, рассматривается как X-неэффективность.
Отметим, что согласно неоклассической теории менеджеры фирм действуют с целью максимизации благосостояния собственников путём снижения риска и повышения экономической прибыли, что достигается уменьшением издержек и увеличением выручки. В условиях совершенной конкуренции, возможности свободного входа фирм на рынок и выхода с него приводят к тому, что фирмы выбирают объем производства, при котором цена совпадает с долгосрочными средними издержками, а долгосрочные средние издержки минимизируются. В связи с этим фирмы получают нулевой экономический доход, а потребители платят цену, равную предельным издержкам производства благ. Этот результат соответствует распределительной экономической эффективности.

## Причины возникновения
Х-неэффективность возникает в связи с тем, что цели менеджеров фирм не соответствует задаче минимизации издержек (менеджеры стремятся увеличить количество работников фирмы, уклоняются от предпринимательского риска, сокращают свои нагрузки, обеспечивают работой некомпетентных родственников и друзей), и когда недостаточно простимулированы сотрудники, когда применяются упрощенные эмпирические методы принятия решений без учета расчетов издержек и доходов.
Х-неэффективность возникает в условиях нечетко определенных контрактов, их неполноты, когда возникают трудности с установлением выполнения условий контрактов. Если контракт между заказчиком и исполнителем определен нечетко, то это дает максимизирующему собственную полезность исполнителю дополнительную степень свободы в исполнении бюджета. Это приводит к снижению выпуска исполнителем при данном бюджете. Наблюдение за соблюдением и принуждение к исполнению контрактов может быть либо технически неосуществимым, либо столь дорогостоящим, что выгоды от исполнения контрактов становятся меньше издержек их обеспечения. Величина Х-неэффективности зависит от характера конкурентной среды, в которой действует фирма. Конкуренция между исполнителями, когда общий бюджет строго ограничен и они вынуждены конкурировать друг с другом за его долю в осуществлении какой-либо программы, позволяет уменьшит величину Х-неэффективности.
Возможность использования неэффективных технологий производства приводит к наличию X-неэффективности.
В условиях монополии производитель обладает практически полным контролем над уровнем рыночных цен. Следовательно, монополия должна устанавливать цену на уровне, превышающем долгосрочные средние издержки. Наличие X-неэффективности в этом случае может приводить к увеличению средних издержек, вызывая дальнейшее отклонение от экономически эффективного исхода. Источниками X-неэффективности в данном случае могут служить избыточное инвестирование или "строительство империй" менеджерами, недостаток мотивации вызванный недостатком конкуренции, а также увеличение зарплат до уровня выше рыночного.